# 主場新聞
《主場新聞》（英語：House News）是香港的一個新聞網站，2012年由蔡東豪、梁文道、劉細良和宋漢生共同創辦。提供的消息、博客和原創內容覆蓋政治、財經、生活、文化、自然、科技、環保、LGBT和一些熱門社會議題等。除了一般文字報道外，亦有不少改圖。
《主場新聞》以「我城‧我觀點‧我主場」為口號，形式類似美國的赫芬頓郵報，「在既有的傳統新聞基礎上，收集、組織、策劃、再送到讀者眼前。」2012年7月28日，香港「全民行動，反對洗腦，729萬人大遊行」的前夕，《主場新聞》表示支持，決定把網站提早上線。
但2014年7月26日下午，蔡東豪突然在《主場新聞》網頁和facebook專頁表示，因為他恐懼、他的家人的擔憂、《主場新聞》一直未達收支平衡、以及《主場新聞》在廣告收入跟它的影響力不成比例下從生意角度看不到曙光，決定《主場新聞》正式結束運作。

## 運作模式
《主場新聞》辦公室設於觀塘工廈，有14名全職員工，包括兩名主編、7名記者，每月開支要數十萬。由於網站每日主要靠轉載其他主流媒體報道，並將不同報道整合簡化「加工」推出，方便讀者了解事件，但就因為有時轉載別人報道及圖片時未有註明出處，引起非議。跟其他網媒一樣，由於《主場新聞》成立初期人手緊張，博客文章對營運十分重要，《主場新聞》亦意識到博客的重要性，員工會定期發掘博客，並向在內部推薦，博客獲加盟後，主場員工會揀選、重新包裝整理其文章，再以Facebook及其他方式推介，並且定期邀請出席主場博客聚會。對於一個博客來說，雖然沒有稿費，但也能引起關注，令博客文章能接觸更多讀者。

## 重要日期與事件
- 2012年7月6日：Facebook專頁正式開通。
- 2012年7月28日：響應「全民行動，反對洗腦，7月29日，萬人大遊行」，官方網站開通。[11]
- 2012年8月8日：傳媒網站香港獨立媒體辦事處遭刑事毀壞，《主場新聞》發聲明譴責。[12]
- 2012年8月28日：響應「2012年香港立法會選舉」，《主場新聞》立法會選舉專頁開通。
- 2012年10月立法會新會期開始，主場新聞選出「本週之星」，成為網民其中一個討論話題。獲選的大都是被網民批評的政治人物，首位「得獎」的是民建聯的立法會議員蔣麗芸，及後其黨友鍾樹根獲選及相關改圖亦引起網民迴響。之後的「本週之星」擴展至包括其他政府官員及公眾人物，例如涉及「偷步賣樓」風波的行政會議成員林奮強及回應葵涌碼頭工潮時態度強硬，卸責外判商的香港國際貨櫃碼頭董事總經理嚴磊輝。「本週之星」並不是每個星期都會選出。
- 2014年7月26日，作者徐緣文章《為何電腦出錯叫「Bug」？》成為最後一篇文章。文章發佈後不久主場新聞宣布停止運作。

## 結束運作
2014年7月26日，主場新聞創辦人蔡東豪對當前政治鬥爭氣氛感到恐懼，網站生意前景亦看不到曙光，即日起結束運作。

## 結束運作原因
主場新聞另一名創辦人梁文道表示，主場未能繼續營辦主要有兩大原因。首先，主場開初營運資金，大部分是來自於蔡與蘋果日報財經版「金融中心」的合作計劃，其撰稿和合作費均投放於主場，涉及金額每月數十萬元，但到2014年初蘋果因被抽廣告而要削減預算5％， 「金融中心」遂由原來星期一至五刊出，變為只在周一刊登，結果投放於主場資金大減。
另一方面，主場每日瀏覽多達30 萬人，是眾多網上媒體之冠。但廣告量一直偏低，大部分是靠蔡東豪爭取回來，客戶包括電訊盈科及大快活，但估計因蔡是大快活的非執行董事才找到這廣告。梁文道認為肯定與主場的政治立場有關，而且中資機構、以至香港大財團、銀行都對網絡媒體無興趣，仍傾向在傳統媒體落廣告。

## 事後
網上媒體《主場新聞》突然宣布結業後，部分在《主場新聞》撰寫網誌的博客，隨即在facebook開設「主場新聞博客群」專頁，期望在此繼續分享文章。亦有網民在facebook發起「自己文章自己救，主場文章再現」行動，召集網民利用Google的庫存功能備份《主場新聞》文章，讓其他讀者可以重溫。及後成立《主場博客》網站目前有百多位前主場博客參與，網站沒有單一主事人，各博客在此上載的文章，文責自負。
2014年12月23日，原創辦人蔡東豪，伙拍鍾沛權、余家輝為發起人，另外成立《立場新聞》，董事會還包括：吳靄儀、方敏生、何韻詩、練乙錚、周達智等人。

## 參與議題
主場新聞至今參與了部分網民關注的時事話題：
- 香港膠災
- 德育及國民教育科
- 2012年香港立法會選舉
- 香港數碼廣播停播風波
- 2013年葵青貨櫃碼頭工潮
- 讓愛與和平佔領中環
- 麥當勞隱瞞認曾用上海褔喜食材事件

## 外部連結
- 官方网站（繁體中文）
  - .   [2012-07-30]. （原始内容存档于2014-07-13）. （至2014年7月13日）（繁體中文）
- 官方 Facebook 專頁（页面存档备份，存于）（繁體中文）
- 主場新聞博客群 Facebook 專頁（页面存档备份，存于）（繁體中文）
- 自己文章自己救，主場文章再現 Facebook 專頁（页面存档备份，存于）（繁體中文）